# Englische Cricket-Nationalmannschaft in den West Indies in der Saison 2018/19
Die Tour der englischen Cricket-Nationalmannschaft auf die West Indies in der Saison 2018/19 findet vom 23. Januar bis zum 10. März 2019 statt. Die internationale Cricket-Tour ist Bestandteil der Internationalen Cricket-Saison 2018/19 und umfasst drei Tests und fünf ODIs und drei Twenty20s. Die West Indies gewannen die Test-Serie 2–1, während die ODI-Serie unentschieden 2–2 endete. England gewann die Twenty20-Serie 3–0.

## Vorgeschichte
Die West Indies spielten zuvor eine Tour in Bangladesch, England eine Tour in Sri Lanka.
Das letzte Aufeinandertreffen der beiden Mannschaften fand in der Saison 2017 in England statt.

## Stadien
Die folgenden Stadien wurden für die Tour als Austragungsort vorgesehen und am 1. September 2018 bekanntgegeben.
| Stadt        | Land                | Stadion                               | Kapazität | Spiele                  |
| ------------ | ------------------- | ------------------------------------- | --------- | ----------------------- |
| Basseterre   | St. Kitts und Nevis | Warner Park                           | 8.000     | 2. & 3. T20             |
| Bridgetown   | Barbados            | Kensington Oval                       | 11.000    | 1. Test; 1. & 2. ODI    |
| Gros Islet   | Saint Lucia         | Darren Sammy National Cricket Stadium | 20.000    | 3. Test; 5. ODI; 1. T20 |
| North Sound  | Antigua und Barbuda | Sir Vivian Richards Stadium           | 10.000    | 2. Test                 |
| St. George's | Grenada             | Grenada National Stadium              | 20.000    | 3. & 4. ODI             |

## Kaderlisten
England benannte seinen Test- und ODI-Kader am 10. Dezember 2018.
Die West Indies benannten ihren Test-Kader am 15. Januar 2019.
| Test | Test | ODI | ODI | Twenty20 | Twenty20 |
| West Indies | England | West Indies | England | West Indies | England |
| --- | --- | --- | --- | --- | --- |
| - Jason Holder (K) - Kraigg Brathwaite (VK) - Darren Bravo - Shamarh Brooks - John Campbell - Roston Chase - Shane Dowrich (wk) - Shannon Gabriel - Shimron Hetmyer - Shai Hope (wk) - Alzarri Joseph - Keemo Paul - Kemar Roach - Oshane Thomas - Jomel Warrican | - Joe Root (K) - Jos Buttler (VK) - Moeen Ali - James Anderson - Jonny Bairstow (wk) - Stuart Broad - Rory Burns - Sam Curran - Joe Denly - Ben Foakes (wk) - Keaton Jennings - Jack Leach - Adil Rashid - Ben Stokes - Olly Stone - Chris Woakes - Mark Wood | - Jason Holder (K) - Fabian Allen - Devendra Bishoo - Carlos Brathwaite - Darren Bravo - John Campbell - Sheldon Cottrell - Shannon Gabriel - Chris Gayle - Shimron Hetmyer - Shai Hope (wk) - Evin Lewis - Ashley Nurse - Keemo Paul - Nicolas Pooran - Rovman Powell - Kemar Roach - Andre Russell - Oshane Thomas | - Eoin Morgan (K) - Jos Buttler (VK, wk) - Moeen Ali - Jonny Bairstow - Tom Curran - Joe Denly - Alex Hales - Liam Plunkett - Adil Rashid - Joe Root - Jason Roy - Ben Stokes - David Willey - Chris Woakes - Mark Wood | - Jason Holder (K) - Fabian Allen - Devendra Bishoo - Carlos Brathwaite - Darren Bravo - John Campbell - Sheldon Cottrell - Chris Gayle - Shimron Hetmyer - Shai Hope - Obed McCoy - Ashley Nurse - Nicholas Pooran - Oshane Thomas | - Eoin Morgan (K) - Moeen Ali - Jonny Bairstow (wk) - Sam Billings - Sam Curran - Tom Curran - Joe Denly - Alex Hales - Chris Jordan - Dawid Malan - Liam Plunkett - Adil Rashid - Joe Root - David Willey - Mark Wood |

## Tour Matches
| 15. – 16. Januar Scorecard | Cave Hill | England XI 317-10d (87) | – | West Indies President’s XI 203 (79.5) |
|                            |           | Remis                   |   |                                       |

| 17. – 18. Januar Scorecard | Cave Hill | England XI 379 (86.4) | – | West Indies President’s XI 233-11 (73) |
|                            |           | Remis                 |   |                                        |

| 17. Februar Scorecard | Cave Hill | England XI 317-7 (50)           | – | UWI Vice Chancellor's XI 200 (43.5) |
|                       |           | England XI gewinnt mit 171 Runs |   |                                     |

## Tests

### Erster Test in Bridgetown
| 23. – 26. Januar Scorecard | Bridgetown | West Indies 289 (101.3) & 415-6d (103.1) | – | England 77 (30.2) & 246 (80.4) |
|                            |            | West Indies gewinnt mit 381 Runs         |   |                                |

### Zweiter Test in North Sound
| 31. Januar – 2. Februar Scorecard | North Sound | England 187 (61) & 132 (42.1)      | – | West Indies 306 (131) & 17-0 (2.1) |
|                                   |             | West Indies gewinnt mit 10 Wickets |   |                                    |

Der west-indische Kapitän Jason Holder wurde auf Grund einer zu langsamen Spielweise seiner Mannschaft für ein Spiel gesperrt.

### Dritter Test in Gros Islet
| 9. – 12. Februar Scorecard | Gros Islet | England 277 (101.5) & 361-5d (105.2) | – | West Indies 154 (47.2) & 252 (69.5) |
|                            |            | England gewinnt mit 232 Runs         |   |                                     |

Der west-indische Spieler Shannon Gabriel wurde auf Grund von einem verbalen Angriff gegenüber dem englischen Kapitän Joe Root für vier Spiele gesperrt.

## One-Day Internationals

### Erstes ODI in Bridgetown
| 20. Februar Scorecard | Bridgetown | West Indies 360-8 (50)        | – | England 364-4 (48.4) |
|                       |            | England gewinnt mit 6 Wickets |   |                      |

### Zweites ODI in Bridgetown
| 22. Februar Scorecard | Bridgetown | West Indies 289-6 (50)          | – | England 263 (47.4) |
|                       |            | West Indies gewinnt mit 26 Runs |   |                    |

### Drittes ODI in St. George’s
| 25. Februar Scorecard | St. George's | West Indies    | – | England |
|                       |              | Spiel abgesagt |   |         |

### Viertes ODI in St. George’s
| 27. Februar Scorecard | St. George's | England 418-6 (50)          | – | West Indies 389 (48) |
|                       |              | England gewinnt mit 29 Runs |   |                      |

### Fünftes ODI in Gros Islet
| 2. März Scorecard | Gros Islet | England 113 (28.1)                | – | West Indies 115-3 (12.1) |
|                   |            | West Indies gewinnt mit 7 Wickets |   |                          |

## Twenty20 Internationals

### Erstes Twenty20 in Gros Islet
| 5. März Scorecard | Gros Islet | West Indies 160-8 (20)        | – | England 161-6 (18.5) |
|                   |            | England gewinnt mit 4 Wickets |   |                      |

### Zweites Twenty20 in Basseterre
| 8. März Scorecard | Basseterre | England 182-6 (20)           | – | West Indies 45 (11.5) |
|                   |            | England gewinnt mit 137 Runs |   |                       |

### Drittes Twenty20 in Basseterre
| 10. März Scorecard | Basseterre | West Indies 71 (13)           | – | England 72-2 (10.3) |
|                    |            | England gewinnt mit 8 Wickets |   |                     |